# 사쿠라정
사쿠라정(佐倉町)은 지바현 인바군에 일찍이 존재했던 정이다. 현재의 사쿠라시에 해당한다.

## 역사
- 1889년 4월 1일 - 정촌제 시행에 수반해 인바군 사쿠라정이 성립하였다.
- 1954년 3월 31일 - 우스이정, 시즈촌, 네고촌, 와다촌, 야토미촌과 합병해 사쿠라시가 되어 소멸하였다.

## 교통

### 철도
- 게이세이 전철
  - 게이세이 전철 본선